# Brignon (Fluss)
Der Brignon ist ein Fluss in Frankreich, der im Département Indre-et-Loire in der Region Centre-Val de Loire verläuft. Er entspringt dem See Étang de la Simolière im Gemeindegebiet von Saint-Flovier, entwässert generell Richtung West bis Südwest und mündet nach rund 24 Kilometern an der Gemeindegrenze von Abilly und Le Grand-Pressigny als linker Nebenfluss in die Claise, die selbst etwa fünf Kilometer weiter die Creuse erreicht.

## Orte am Fluss
(Reihenfolge in Fließrichtung)
- Betz-le-Château
- Paulmy
- Neuilly-le-Brignon
- La Perrière, Gemeinde Le Grand-Pressigny
- Bessé, Gemeinde Abilly

## Sehenswürdigkeiten
- Dolmen de la Pierre Chaude, Megalithanlage am Ufer des Flusses – Monument historique[4]
- Château du Châtellier, Schloss aus dem 12. Jahrhundert am Ufer des Flusses – Monument historique[5]